# Каркфу
Каркфу (фр. Carquefou) је насељено место у Француској у региону Лоара, у департману Атлантска Лоара.
По подацима из 2011. године у општини је живело 18.022 становника, а густина насељености је износила 415,06 становника/km².

## Демографија
| 1962. | 1968. | 1975. | 1982. | 1990.  | 2011.  |
| ----- | ----- | ----- | ----- | ------ | ------ |
| 3.287 | 3.744 | 6.239 | 9.664 | 12.877 | 18.022 |